# اوله کریستیان مدسن
اوله کریستیان مدسن (دانمارکی: Ole Christian Madsen؛ زادهٔ ۱۸ ژوئن ۱۹۶۶) فیلم‌نامه‌نویس و کارگردان فیلم اهل دانمارک است.

## گزیدهٔ فیلم‌شناسی

### سینما
- ۲۰۰۸ - شعله و لیمو
- ۲۰۰۶ - پراگ
- ۲۰۰۱ - استدلال کیرا: یک داستان عاشقانه

### تلویزیون
- ۲۰۱۶–۲۰۱۳ - بانشی (کارگردانی ۱۰ قسمت با نام هنری او.سی. مدسن)